# 姚家河水库
姚家河水库是中国湖北省襄阳市襄州区境内的一座水库，位于汉江支流上，建于1964年。水库正常库容为556万立方米，集雨面积为29.2平方千米，海拔为114.3米。